# Orleans live
Orleans live is een livealbum van Orleans. Orleans' populariteit was al aardig geslonken toen er van hen een livealbum verscheen. De band had al jaren geen hit meer gehad en met de verkoop van albums wilde het ook niet meer vlotten. Kennelijk was de populariteit in Japan nog redelijk, want dit album verscheen kort na de opnamen aldaar op een dubbele compact disc. Pas twee jaar later volgde een uitgave in de Verenigde Staten met een andere trackvolgorde en bestaande uit twee losse cd’s. Van cd-2 werden maar 500 exemplaren geperst.
Opnamen vonden plaats in Bearsville Theater te Woodstock (New York), tevens thuisbasis van de band.

## Musici
- John Hall – zang, gitaar
- Larry Hoppen – zang, gitaar, toetsinstrumenten
- Lance Hoppen – zang, basgitaar
- Bob Leinbach – zang, toetsinstrumenten
- Peter O’Brien – slagwerk
- Paul Branin – gitaar, saxofoon
- Rob Leon – percussie, basgitaar

met
- Lane Hoppen – zang op Love takes time
- Horleans op Juliet:
  - Larry Hoppen, John Hall – trompet
  - Bob Leinbach, Jim Curtin – trombone
  - Paul Branin – baritonsaxofoon
- Jonell Moser – zang op Power
- John Sebastian – mondharmonica op Power

## Muziek
| Nr. | Titel           | Duur |
| --- | --------------- | ---- |
| 1.  | Dance with Me   | 3:30 |
| 2.  | Good old daze   | 6:02 |
| 3.  | Love takes time | 5:09 |
| 4.  | Time passes on  | 4:26 |
| 5.  | If              | 6:02 |
| 6.  | Reach           | 7:30 |
| 7.  | Poison rain     | 5:36 |
| 8.  | Arms/Half moon  | 9:18 |
| 9.  | Still the one   | 4:06 |
| 10. | Tongue tied     | 6:49 |

| Nr. | Titel              | Duur |
| --- | ------------------ | ---- |
| 1.  | Let there be music | 4:32 |
| 2.  | Long ride home     | 6L29 |
| 3.  | Juliet             | 5:33 |
| 4.  | I found somebody   | 4:33 |
| 5.  | Forever            | 3:05 |
| 6.  | Miss Grace         | 5:00 |
| 7.  | Crazy              | 4:47 |
| 8.  | Power              | 5;10 |
| 9.  | Old timers         | 5:10 |
| 10. | Compared to what   | 9:35 |